# Черепашка Соссюра
Черепашка Соссюра (лат. Polyphaga saussurei) — насекомое из семейства тараканов-черепашек отряда тараканообразных. Крупнейший вид рода Polyphaga и таракановых фауны бывшего СССР.

## Этимология
Вид описан немецким энтомологом Карлом Августом Дорном (нем. Karl August Dohrn, 1806—1892) в 1889 году и назван в честь швейцарского энтомолога и минеролога — Анри де Соссюра (фр. Henri de Saussure, 1829—1905).

## Описание
Самки аптерные, 37—44 мм в длину; окрашены однотонно — чёрно-коричневые, нередко с двумя с небольшими желтоватыми пятнами по средине основания мезонотума, и реже, с ещё двумя более мелкими метанотума. Длина пронотума 13,8—15,5 мм. Анальная пластинка почти четырёхугольная.
Самцы полнокрылые, хорошо летают; общая длина — 32—37 мм, надкрылий — 26—31 мм, пронотума — 6,5—7,4 мм. Тело самцов чёрное.
Оотека до 20 мм дл., с 16—23 сильно изогнутыми зубцами.

## Ареал и места обитания
Обитает в глинистых пустынях южного Казахстана и  Средней Азии, на севере Афганистана и востоке Ирана.

## Образ жизни
Активны в тёмное время суток, скрываясь днём в норах грызунов (большой песчанки, тушканчиков и пр.); самцы часто прилетают на свет.
Развитие до 4,5 лет (с учётом зимней диапаузы), в лабораторной культуре, значительно быстрее. Общая продолжительность жизни самок до 5 и более лет, самцов — меньше. Самки этого вида способны размножаться партеногенетически (телитокия). Вид не является синантропным, но в местах, расположенных близко к человеческим поселениям, тяготеет к постройкам и часто встречается в домах, особенно с земляными полами. Ввиду питания любой органикой, могут поедать человеческие фекалии и иногда являются переносчиками яиц цестод.